# Hikaru Arai
Hikaru Arai (新井 光 Arai Hikaru?, Nagano, 14 de abril de 1999) es un futbolista japonés que juega como centrocampista en el F. C. Imabari de la J2 League.

## Trayectoria

### Clubes
| Club                            | País  | Año           |
| ------------------------------- | ----- | ------------- |
| Shonan Bellmare                 | Japón | 2018-2022     |
| Gainare Tottori (cedido)        | Japón | 2020-2021     |
| Fukushima United F. C. (cedido) | Japón | 2022          |
| F. C. Imabari                   | Japón | 2023-presente |

## Palmarés

### Títulos nacionales
| Título         | Club            | País  | Año  |
| -------------- | --------------- | ----- | ---- |
| Copa J. League | Shonan Bellmare | Japón | 2018 |